# Кен Ворк
Кен Ворк (англ. Ken Wark, 3 серпня 1961) — австралійський хокеїст на траві.
Срібний призер Олімпійських Ігор 1992 року, бронзовий призер 1996 року, учасник 1988 року.